# 神道设教
神道设教，原指顺应自然之势，效法天道运行的奥妙，设教化于天下，使百姓顺服。
后假借以神鬼之说作为教育手段，借祸福因果之说以劝戒世人。中国的“神道设教”思想产生于西周初期，后来成为儒家思想体系品德教育的策略和手段。
在商代的多神教体系中，最高神“天帝”只是一种自然而然的“天道”的体现，卜辞中的“帝”类似于战国时期荀子所说“天行有常，不为尧存，不为桀亡”(《荀子·天论》)的“天”，作为自然规律而对人间事务无直接影响。商代祭祀从来只祭祀祖先神和自然神，经常贞问“帝”却从不用祭品供奉“帝”。商人的鬼神信仰与史前信仰无本质区别，尚无后世人为的政治控制与欺骗成分。而相对于殷人的原始多神教，周人则强化了天帝的神性而削弱了诸多祖先神和自然神。周武王设立专门的“帝籍”祭祀上帝，并用栗木建造土地神的神位来“使民战栗”，周人又创造出“帝廷”作为天帝的“办公”场所。周厉王则认为天帝可以降下“大鲁令(命)，用保我家、朕位、胡身”(《胡簋》，《集成》4317)。还有的彝铭谓“肆皇帝亡斁，临保我又(有)周，雩四方民，亡不康静。”(《师訇簋》，《集成》4342)，意思是说，辉煌的帝不厌其烦地俯视和保佑着我们周王朝，以及四方庶民，使得普天之下无不安康稳固。周代的“帝”不仅“降懿德”，还能监视臣民的一言一行，以“帝”、“天”为主的神灵世界成为周代王权强有力的后盾，并确立了以“天命”为核心的统治观，周王则与“天”类比于父子关系，因此开始出现了“天子”一称。周人的这种做法就是神道设教，宗教变成了为政治统治服务的工具，适应了宗法王权的需要。而儒家思想则主张“君子有三畏，畏天命，畏大人，畏圣人之言。”，当圣人的言论被当作“神”的训条之时，“神道设教”就成为一种无神的人为的特殊宗教。
神道设教就是以鬼神之道立教，语出《周易》彖传语俗谓巫卜之事为“神道”，与《周易》所说之本义有别。中国古代统治者对待宗教信仰的政策，借“天人合一”的神权来强化自己的统治，亦称神道设教。用祭祀、卜筮等鬼神迷信的宣传来愚弄人民，与《周易》之本义略有出入。但也有一些思想家不迷信鬼神，范缜彻底否定鬼神的存在，但肯定神道设教的作用。说它“可以治国安民，移风易俗”。